# Губертус-Марія Ріттер фон Гайґль
Губертус-Марія Ріттер фон Гайґль (нім. Hubertus-Maria Ritter von Heigl; 10 листопада 1897, Зігенбург — 21 січня 1985, Мюнхен) — німецький воєначальник, генерал-майор вермахту. Кавалер Лицарського хреста Залізного хреста.
Ім'я при народженні — Губертус-Марія Гайґль.

## Біографія

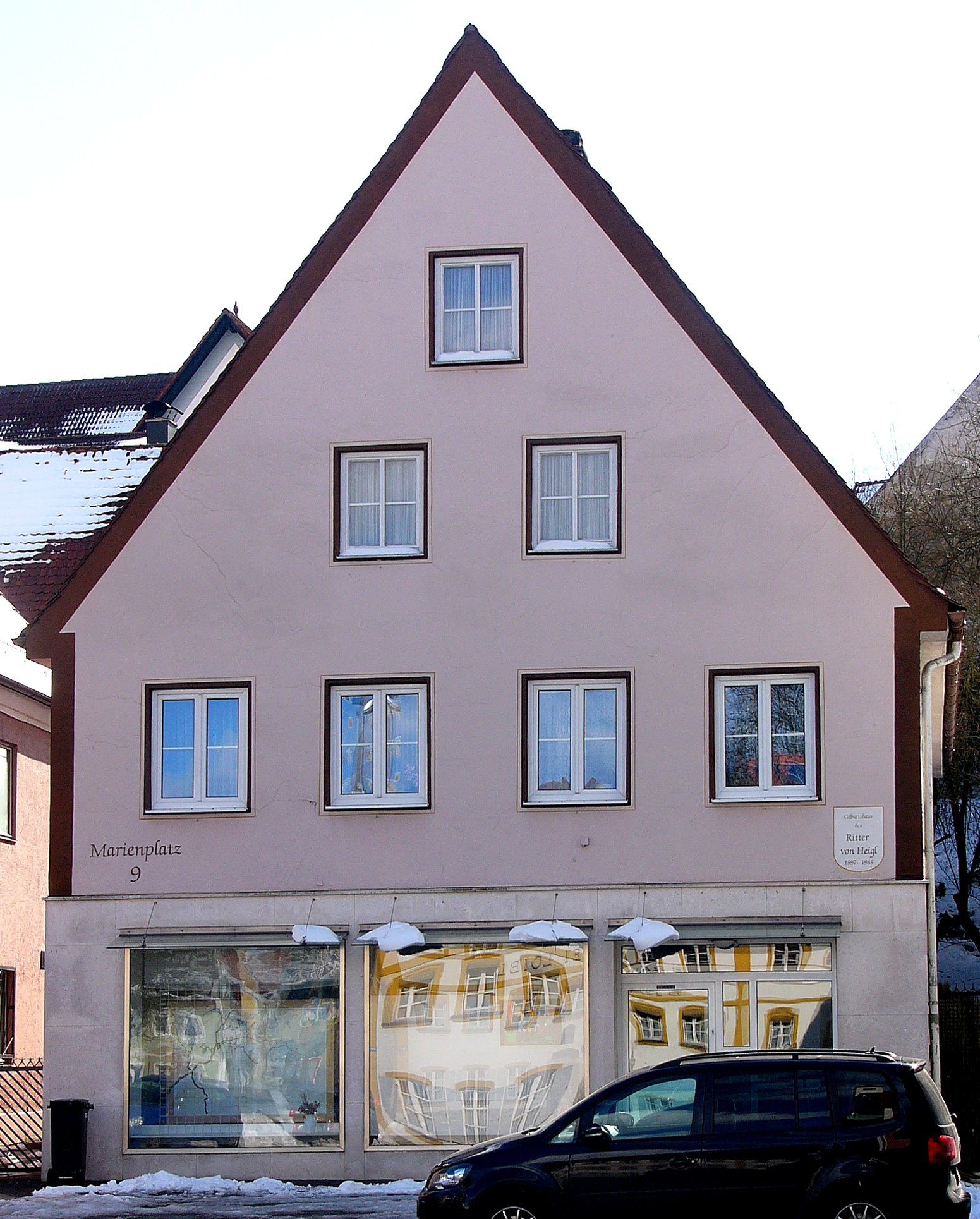
Будинок, в якому народився Гайґль (Зігенбург, Марієнплац 9)

Син головного інспектора уріплень Адальберта Гайґля та Вільгельміни Ланґ.
Гайґль вступив 12 липня 1915 року в якості фанен-юнкера в 4-й піхотний полк «Король Вільгельм Вюртемберзький» Баварської армії і завершив з 1 вересня по 6 листопада 1915 року підготовку офіцера в школі військ в Деберіці. Після цього командування направило його для подальшої підготовки у військову школу в Графенв'ю. Після повернення в свій полк 1 березня 1916 року брав участь у боях на Західному фронті. 17 січня 1917 року призначений заступником командира роти. В результаті Гайґль завершив навчальний курс командира роти, потім навчальний курс мінометника і курс в штурмовому батальйоні 12-го армійського корпусу. Потім зі своїм полком потрапив на Східний фронт. Під час битв в Якобштадті йому вдалося з 4-й ротою захопити 400 полонених і 4 кулемети. За це 21 вересня 1917 року Гайґль був нагороджений королем Людвігом III Лицарським Хрестом Військового ордена Максиміліана Йозефа. Разом із орденом він отримав лицарський титул і право називатись Ріттер фон Гайґль. 15 жовтня 1917 року став квартирмейстером полку. Полк перевели на Західний фронт в кінці грудня 1917 року. Гайґль був призначений заступником полкового ад'ютанта 8 червня і ад'ютантом 1-го батальйону 19 серпня 1918 року.
Після війни Гайґль був прийнятий в Рейхсвер і в той же час закінчив юридичний факультет Вюрцбурзького університету. У Рейхсвері він був вперше став командиром взводу в 8-й роті 21-го піхотного полку. 1 жовтня 1924 року був призначений ад'ютантом навчального батальйону. З 7 квітня по 20 серпня 1926 року разом із своєю ротою проходив навчання у військовій школі в Дрездені. Він зайняв 15 січня 1928 року в якості глави 4-й компанії. З 1 січня 1929 року по 30 квітня Гайґль був учителем і наглядачем у Школі піонерів в Мюнхені. 1 травня 1933 він був переведений в штаб 5-го інженерного батальйону в Ульм. Гайґль був командиром роти в різних інженерних батальйонах у Мюнхені та Інгольштадті до призначення 1 липня 1937 року викладачем військової школи в Дрездені. 12 жовтня 1937 року призначений викладачем військової академії в Берліні.
26 серпня 1939 року Гайґля вперше відправили у резерв, перш ніж 1 жовтня 1939 року він був призначений командиром 70-го інженерного батальйону. З цим підрозділом він брав участь в Польській, Французькій і Східній кампанії. 15 квітня 1942 року призначений в штаб командира інженерних частин 11-ї армії. З 1 квітня 1943 до 19 січня 1944 року перебував у резерві.
20 січня 1944 Гайґль був призначений командиром інженерних частин групи армій «Центр», з 25 січня 1945 року в групі армій «Північ». 14 квітня востаннє відправлений у резерв, 17 квітня 1945 року переведений в групу армій «H». Після капітуляції Німеччини 8 травня 1945 року Гайґль потрапив у британський полон, з якого був звільнений 25 липня 1947 року.
Гайґль помер 24 січня 1985 року. Він був останнім лицарем Військового ордена Максиміліана Йозефа.

## Звання[1]
- Фанен-юнкер-єфрейтор (9 жовтня 1915)
- Фанен-юнкер-унтер-офіцер (16 жовтня 1915)
- Фенріх (11 березня 1916)
- Лейтенант (2 червня 1916)
- Обер-лейтенант (31 липня 1916)
- Гауптман (капітан) (1 грудня 1932)
- Майор (1 серпня 1936)
- Оберст-лейтенант (підполковник) (1 січня 1940)
- Оберст (полковник) (1 березня 1942)
- Генерал інженерних військ (7 листопада 1944)
- Генерал-майор (20 квітня 1945)

## Нагороди
- Залізний хрест 2-го і 1-го класу
- Орден «За заслуги» (Баварія) 4-го класу з мечами і короною
- Лицарський хрест Військового ордена Максиміліана Йозефа (21 вересня 1917)
- Нагрудний знак «За поранення» в чорному

- Почесний хрест ветерана війни
- Медаль «За вислугу років у Вермахті» 4-го, 3-го і 2-го класу (18 років)

- Застібка до Залізного хреста 2-го і 1-го класу
- Лицарський хрест Залізного хреста (13 січня 1942)
- Нагрудний знак «За участь у загальних штурмових атаках» (15 червня 1942)
- Медаль «За зимову кампанію на Сході 1941/42»[1]
- Кримський щит[1]